# 烏圖利克河
烏圖利克河是俄羅斯的河流，屬於貝加爾湖的支流，由布里亞特共和國負責管轄，河道全長115公里，流域面積960平方公里，發源自哈馬爾達班山脈，河水主要來雨水，每年九月至翌年五月結冰。